# Lilealakúak
A lilealakúak (Charadriiformes) a madarak osztályának egy rendje. 20 család és 367 faj tartozik a rendbe. Méretüket tekintve a kicsitől a középmagasig változhatnak. A legtöbb lilealakú víz közelében él, és gerinctelenekkel és egyéb kisebb állatokkal táplálkozik; bár találtak a nyílt tengeren, sivatagban és sűrű erdőben is példányokat.

## Hagyományos rendszer
A rend hagyományosan három alrendre bontható:
- A lilék (Charadrii): tipikus vízparti madarak; táplálékukat főleg a sárban kutatják; esetleg az édes- vagy tengervíz felszínéről kapják fel.
- A sirályok és társaik (Lari): általában nagyobb fajok tartoznak ide, és tengeri halakkal táplálkoznak. Néhány sirály és halfarkas a tengerparton is szerez élelmet vagy zsákmányol kisebb fajokat; néhányan adaptálódtak a szárazföldi környezethez.
- Az alkák (Alcae): tengerparti fajok, melyek fészkeiket zátonyokra építik, és a víz alá „repülve” halásznak.

A Sibley–Ahlquist-féle rendszerezés összefogja a tengeri és ragadozómadarakat a Ciconiiformes nagyon tág rendjébe. Mindamellett a Sibley-Ahlquist által használt DNS hibridizációs technika nem elegendő ezen csoport rokonsági viszonyainak megfelelő vizsgálatára, mégis úgy tűnik, hogy a Charadriiformes egyetlen nagy, sajátos jellegekkel bíró modern madárcsoportot alkot. Az alkák (általában különleges morfológiájukból adódó különbséget figyelembe véve) jobban hasonlítanak a sirályokra; az eltérőséget a vízalatti táplálékszerzéshez való adaptáció okozza.

## Rendszerezés
A rend az alábbi alrendek és családok tartoznak.

### Charadrii
- tokoscsőrűfélék (Chionidae) – 2 faj
- ugartyúkfélék (Burhinidae) – 9 faj
- krokodilmadár-félek (Pluvianidae) - 1 faj
- kardcsőrűtöcs-félék (Ibidorhynchidae) – 1 faj
- gulipánfélék (Recurvirostridae) – 10 faj
- csigaforgatófélék (Haematopodidae) – 11 faj
- Magellánlile-félék (Pluvianellidae) – 1 faj
- lilefélék (Charadriidae) – 67 faj

### Limicoli
- sztyeppefutófélék (Pedionomidae) – 1 faj
- homokjárófélék (Thinocoridae) – 4 faj
- guvatszalonkafélék (Rostratulidae) – 2 faj
- levéljárófélék (Jacanidae) – 8 faj
- szalonkafélék (Scolopacidae) – 88 faj

### Turnici
- guvatfürjfélék (Turnicidae) – 16 faj

### Lari
- gémlilefélék (Dromadidae) – 1 faj
- székicsérfélék (Glareolidae) – 17 faj
- halfarkasfélék (Stercorariidae) – 7 faj
- alkafélék (Alcidae) – 24 faj
- csérfélék (Sternidae) – 44 faj
- sirályfélék (Laridae) – 51 faj